# Las Torres (Granada)
Las Torres (también denominada Caserío de las Torres o Las Torres de Tájara) es una localidad y pedanía española perteneciente al municipio de Huétor Tájar, en la provincia de Granada, comunidad autónoma de Andalucía. Está situada en la parte central de la comarca de Loja. Su hábitat es de carácter disperso y está compuesto por una serie de caseríos entre los que destaca por su importancia e historia la Casería de Las Torres, que da nombre al lugar, pago agrícola y localidad.

## Historia
La localización privilegiada de este lugar ha provocado una temprana ocupación, si bien las fuentes arqueológicas datan la población de la zona en el siglo IX, otras terrazas del Genil presentan ocupación desde el paleolítico.

## Geografía

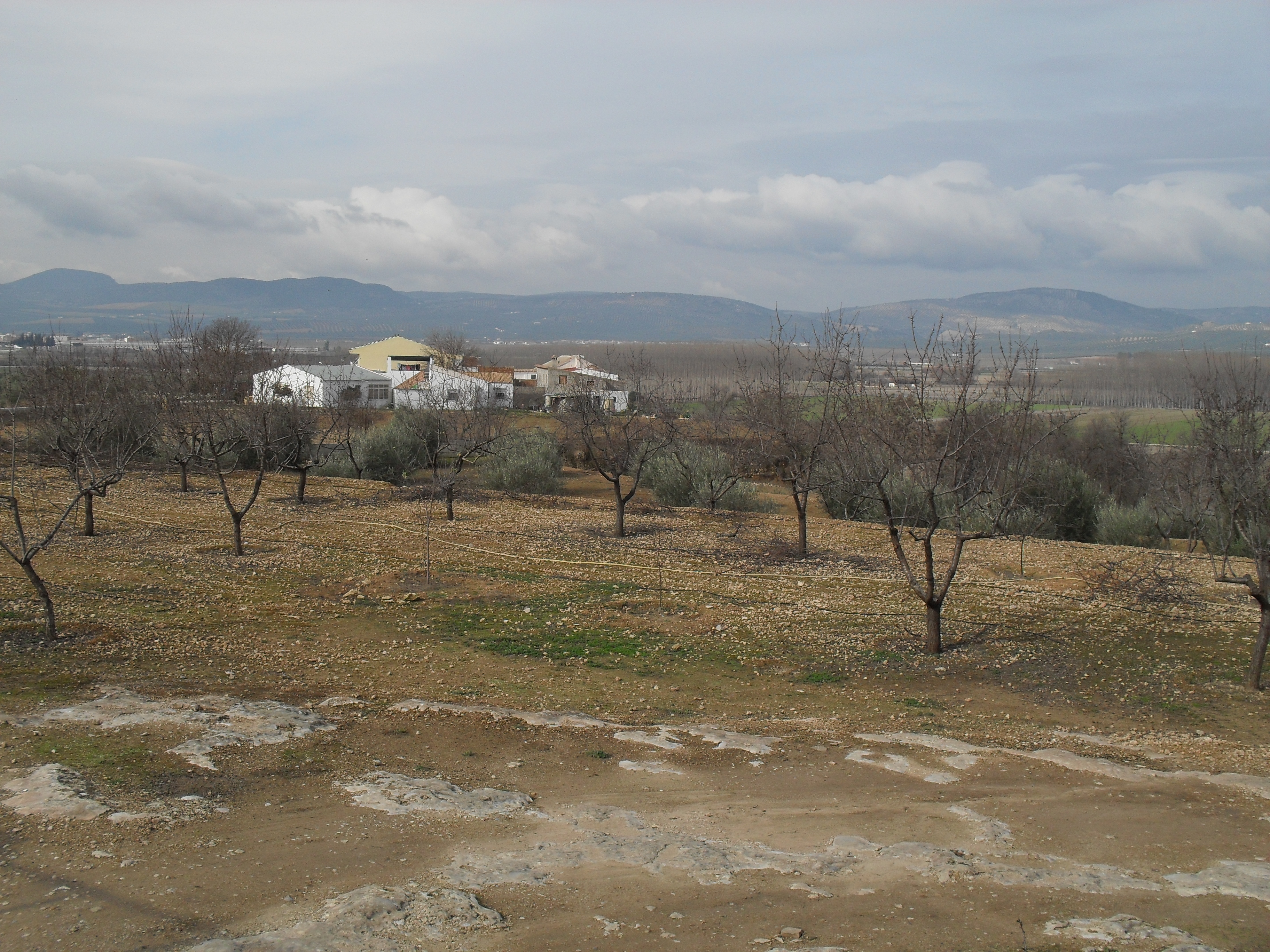
Vista del caserío de Las Torres en su entorno geográfico

Las Torres se localizan en el borde sur de la depresión de Granada, en la zona límite de la llanura aluvial del Genil (Cuaternario), con los materiales de relleno más antiguos del plioceno (Terciario). El relieve resultante de los materiales detríticos, principalmente conglomerados y arenas, es un relieve alomado de suaves pendientes muy apto para la agricultura cerealística de secano. Su localización es estratégica, ya que se encuentra en una zona alta, dominando la confluencia del río Cacín con el río Genil, una de las zonas naturales más importantes de penetración desde la costa mediterránea hacia la depresión de Granada.

## Demografía

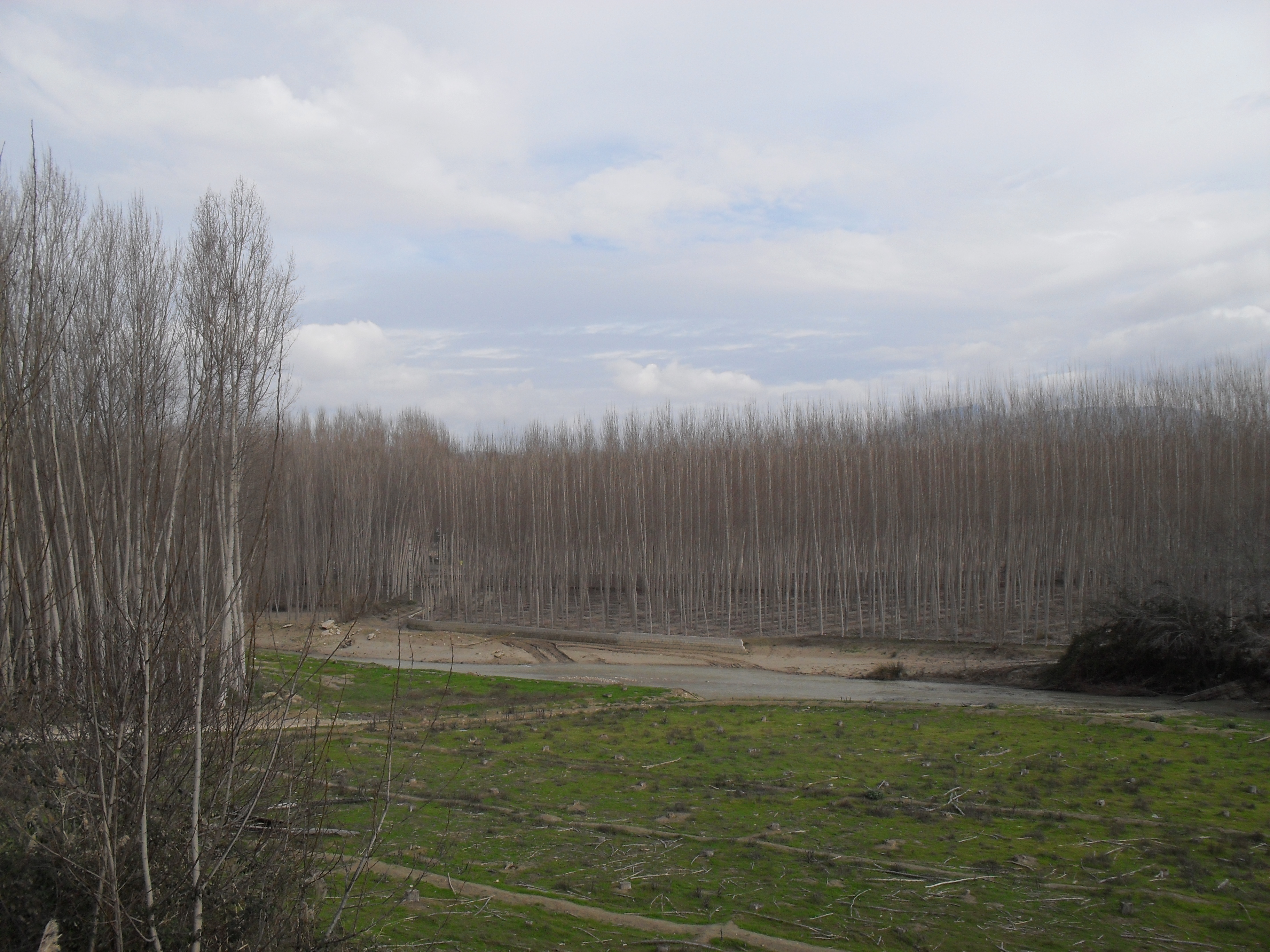
Vista del lecho del río Cacín a su paso por Las Torres

Según el Instituto Nacional de Estadística de España, en el año 2024 Las Torres contaba con 35 habitantes censados, lo que representa el 0,33% de la población total del municipio.

### Evolución de la población
| Gráfica de evolución demográfica de Las Torres entre 2014 y 2024 |
|                                                                  |
| Datos según el nomenclátor publicado por el INE.                 |

## Cultura

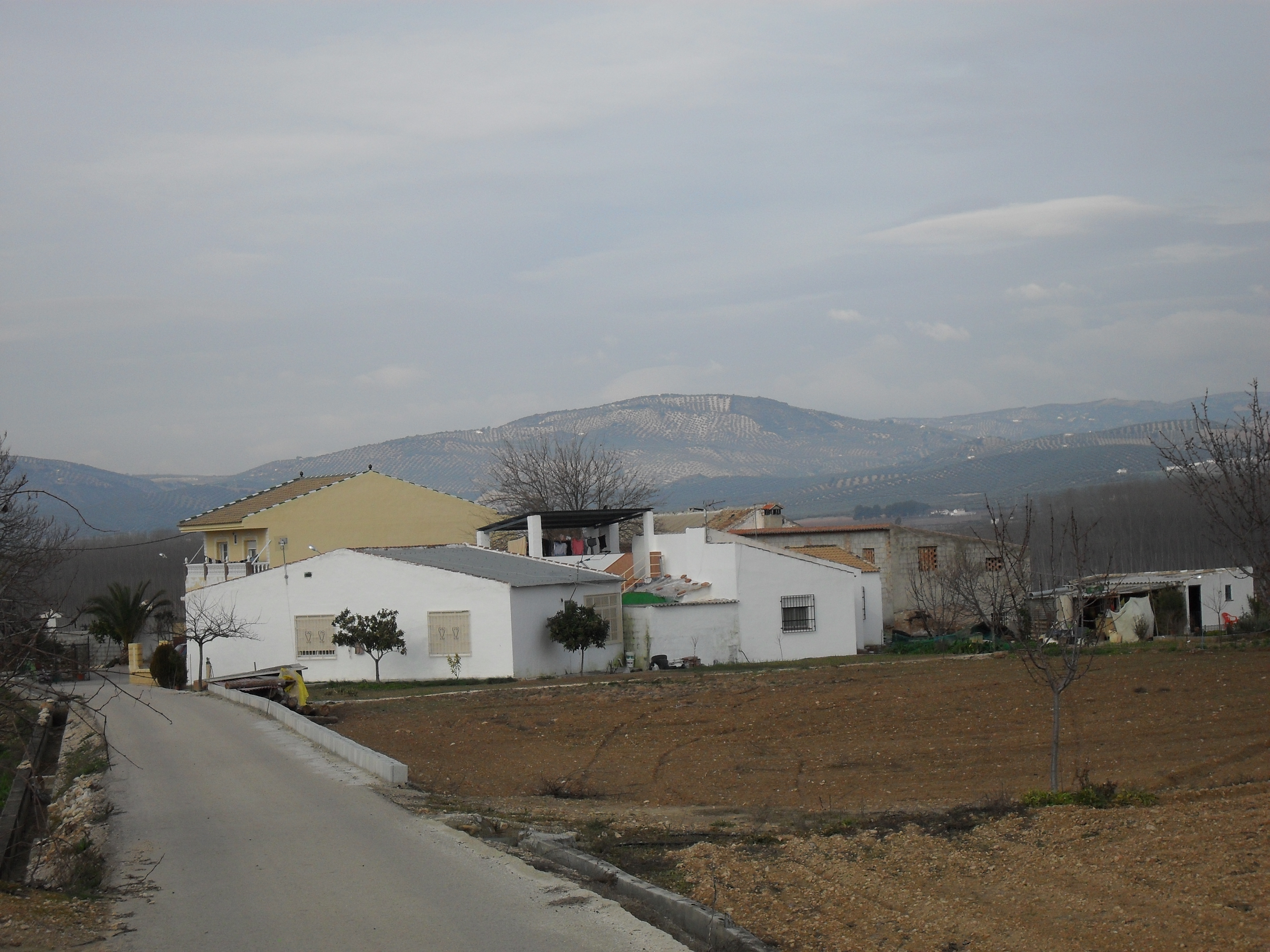
Vista del Caserío de Las Torres

Desde el punto de vista del patrimonio natural, en general toda la vega de Huétor Tájar está protegida por el Plan Especial de Protección del Medio Físico de la Provincia de Granada con la denominación de Vega de Loja, y Huétor Tájar y el código AG-14. en particular el pago de Las Torres está regado por el canal del Cacín y por el Caz de la Emperatriz Eugenia.
En Las Torres existen algunos elementos arquitectónicos de interés como puede ser el molino de la Tajarilla, ya mencionado en los Libros de repartimientos de Loja, donde todavía es posible observar la antigua maquinaria de molienda movida por el agua que era conducida por el canal hasta los cubos y cuya fuerza motriz hacía girar los rodeznos. El elemento de mayor interés histórico son los restos de la fortaleza de Tájara, de los que apenas se conservan algunos lienzos de muralla utilizados como cimientos para alguno de los caseríos. Estos restos están protegidos como Bien de Interés Cultural.